# Викторс Арајс
Викторс Арајс (лет. Viktors Arājs; Балдоне, 13. јануар 1910 — Касел, 13. јануар 1988) је био летонски / балтички немачки сарадник и нацистички СС официр, који је учествовао у Холокаусту током немачке окупације Летоније и Белорусије као вођа Арајс команде. Арајс команда је убила око половине Јевреја у Летонији.

## Биографија

### Пре рата
Виктор Арајс је рођен у граду Балдоне, Курландска губернија ( Руско царство, сада Летонија). Његов отац Теодор Арајс био је ковач и електричар. Мајка Берта-Ана Буркевитс била је ћерка богатог сељака. Обоје су били из Баушке жупаније. Немачко порекло мајке постало је разлог за сукобе у породици, пошто Викторов отац није желео да чује немачки код куће.
Године 1914. његов отац је позван у војску пошто је избио Први светски рат и више се није вратио породици. У Летонију је дошао после револуције преко Кине и довео нову кинеску жену. Викторови родитељи су се развели 1927. Према речима Виктора, његовог оца су комунисти стрељали после Другог светског рата.
Током рата, кућа Арајс у Балдонеу је уништена. Викторова мајка, његова сестра Елвира и он постали су избеглице. У својој аутобиографији, коју је Арајс написао 7. јануара 1941, по ступању на универзитет за време совјетске власти у Летонији, истакао је своје сиромаштво и патњу. Тврдио је да му је мајка радила у фабрици у Риги, а сам се дружио на улици. После августа 1917. године, породица је отишла у Бауску област, где су живели деда и бака. Родитељи мајке били су власници фарме од 160 хектара. Породица је живела у Цодеу до смрти деде и баке 1926. године, а потом се преселила у Јелгаву.
Виктор је почео да ради са 15 година - прво као надничар, затим као пољопривредни радник. Са 17 година завршио је школу у Јелгави, затим гимназију. Марљиво је учио и добијао стипендију од 30 лата месечно.
По завршетку гимназије позван је на служење војног рока и уписао се у Видземски артиљеријски пук, захваљујући образовању добио је чин каплара. Након демобилизације, уписао се на Правни факултет Универзитета у Летонији и придружио се „Lettonia“ – најпознатијој студентској корпорацији у Летонији.
Упоредо са студијама, био је приморан да тражи посао, пошто није имао довољно стипендија за живот, и запослио се у полицији. Било му је тешко да комбинује рад у полицији са студијама, а 1935. године, након што је завршио полицијску школу, добио је положај у Кегумсу, а затим у жупи Заубе. Тамо се 1936. оженио. У полицијској каријери достигао је чин потпоручника и место управника.

### Током совјетског периода
Године 1940, када је Летонија укључена у састав СССР-а, Арајс је поново ушао на универзитет. Положивши све испите, укључујући и испит из марксизма-лењинизма, дипломирао је као совјетски правник. Касније, на суђењу, тврдио је да је веровао у комунизам. Ендру Езергаилис верује да је Арајс могао да лаже у нади да ће судије бити попустљиви, али примећује чињеницу да је Арајс настојао да направи каријеру под совјетским режимом.
Истовремено, Арајс је тврдио да је после масовних хапшења противника совјетске власти у Летонији нестало његово уверење у комунизам. Након хапшења адвоката, за којег је Арајс почео да ради, отишао је у село, а затим створио антисовјетски партизански одред. Езергаилис напомиње да су подаци о овом периоду у животу Арајса засновани само на његовом сопственом сведочењу и да их је немогуће потврдити. Истовремено, остаје нејасно када је отишао у партизане – пре доласка Немаца или после. Према Езергаилисовим речима, на овај начин су многи покушали да избегну оптужбе летонских националиста због њихових активности у периоду совјетске власти у Летонији.

### Током немачког периода
Арајс је на суђењу тврдио да је и пре доласка Немаца створио одред од 400-500 људи, са којима је заузео префектуру Рига (у совјетско време зграду НКВД -а ). Езергаилис, позивајући се на мишљење емигранта, сматра да је партизанска инвазија на Ригу са таквим одредом 1. јула 1941. мало вероватна и сматра да би се бивша летонска војска могла сама окупити у префектури. У стварности, на данашњи дан око поднева, шефа Ајнзацгрупе А, Валтера Шталекера, који је стигао у зграду, дочекао је управо Виктор Арајс.
Једна од срећних несрећа за Арајса била је то што је у једном од немачких официра у пратњи Шталекера препознао свог друга из гимназије и војног колегу немачког Немца Ханса Дреслера. Ово је био разлог познанства Арајса са Шталекером. Већ 2. јула Арајс се поново сусрео са Шталекером и истовремено је, према Езергаилисовој претпоставци, од њега добио дозволу за стварање полицијске формације. Након тога, заузео је просторије "Lettonia" корпорације и кренуо у формирање одреда, који је касније постао познат као "Тим Арајс".
Арајс је у свој тим регрутовао и бивше војне људе, аизсарге и полицајце, као и студенте, па чак и школарце. Већина њих је имала рођаке који су патили од совјетског режима. Арајсова екипа је 4. јула спалила Велику хорску синагогу у Гогољевој улици.
У првим данима окупације, Арајс тим се бавио хапшењима Јевреја, пљачкама и погромима. Сам Арајс се, према речима очевидаца, бавио изнуђивањем новца од ухапшених под претњом погубљења; они који нису могли да плате стрељани су одмах, остали – нешто касније.
До краја јула 1941. летонска помоћна полиција у Риги већ је бројала више од стотину људи. Након тога, величина „тима“ је повећана на неколико батаљона, чији су команданти били блиски Арајсови пријатељи. „Арајс тим“ је 6. јула прешао са спонтаних акција на систематско истребљење Јевреја – стрељани су ујутру у шуми Бикернијеки на периферији Риге.
Они су 8. децембра 1941. извршили егзекуцију деце која су била у болници у Луџашкој улици, под изговором да су већина Јевреји. Сам Арајс је активно учествовао у погубљењима и то је захтевао од својих потчињених.
Године 1942. Арајс је добио чин мајора, а тим је пребачен на исток за борбу против партизана, па чак и за операције на фронту. У јулу 1943. одликован је крстом за војне заслуге 2. класе са мачевима, а децембра гвозденим крстом 2. класе.
Јединице Арајс тима су такође биле укључене као спољни чувари концентрационог логора Саласпилс код Риге и Јунгфернхоф. Неки од официра "екипе" отишли су на службу у јединице које су служиле концентрациони логор. Са почетком регрутовања летонских „добровољачких” дивизија Вафен-СС ( 15. и 19. ), „Арајс тиму” је такође поверен задатак да ухвати „добровољце” и погуби оне који се најактивније избегавају.
На сајту летонског Министарства спољних послова стоји да је „одред под командом Викторса Арајса (тим Арајс) најдуже издржао и заслужио највећу црначку славу“

### На крају рата
Након распуштања Летонског СД-а, Арајс је послат у Немачку, где је учио у официрској школи у Бадтолцеу, затим у Хисторову. Служио у Летонској легији. Крајем фебруара 1945. постављен је за команданта 1. батаљона 34. пука 15. СС гренадирске дивизије, али је недељу дана касније смењен због неспособности. На крају рата завршио је у Данској, а у време предаје Немачке - на путу за Либек. Ту се пресвукао у цивилно одело и спалио документа.

### После рата
После рата, Арајс је завршио у британској окупационој зони. Против њега је вођена истрага за коју је на суђењу Арајс тврдио да је ослобођен оптужби у случају "Ришки гето". У ствари, Британци нису завршили овај случај и у октобру 1949. године Хамбуршки суд је издао налог за хапшење Арајса на његовој локацији у логору у Брауншвајгу, али је он нестао. Његов нестанак изазвао је сумњу у летонској емиграцији да је Арајс почео да сарађује са британским специјалним службама које су му помогле да побегне. Међутим, историчари нису пронашли доказе о сарадњи Арајса са специјалним службама.
У Немачкој се Арајс представљао као брат своје жене и узео њено презиме, појављујући се као Виктор Сејботс. Од амбасаде Летонске Републике у Лондону, која је наставила да постоји и након проглашења Летонске ССР, добио је летонски пасош. „Парадокс је, али ова чињеница је поменута у совјетској пропагандној брошури „Политичке избеглице без маски” (лет. Politiskie bēgļi bez maskas) и филму сличне режије „Вукодлаци (1963)” (лет. Vilkači, 1963), али нико у западним обавештајним службама није пао на то - указује летонски историчар Улдис Нејбургс.
Од 1950. Араис је живео у Франкфурту, где је радио у новинској агенцији као слагач у штампарији.
Почетком 1960-их, немачке агенције за спровођење закона исцрпле су своје напоре да пронађу починиоца и пребациле случај у архиву. Међутим, немачке власти су га ухапсиле 10. јула 1975. на захтев његовог сународника Јаниса Едуарда Зирниса. Ради се о бившем члану тима Арајс који га је напустио, провео годину дана у Централном затвору у Риги, мучен, а потом и током депортације цивилног становништва са Балтика завршио у Немачкој. Тамо је почео да позива своје сународнике на покајање и преузео је улогу ловца на нацисте, називајући себе „менталним богаљем“. "Летонци, који су задржали бар зрнце части и самосвести, морају да разоткрију своје ратне злочинце који су још увек на слободи. Због ових момака који су чинили прљава дела, част и морал Летонаца су укаљани“ - каже Зирнис. Он је тужиоцу Штутгарта предао признање да је против Виктора Арајса наводно спроведена акција одмазде, у којој је он убијен. Пошто се радило о тешком злочину, случај Арајс је уклоњен из архиве, а истрага је додељена хамбуршком тужиоцу Лотару Клему, који је имао неколико успешних суђења нацистичким злочинцима. Проучавајући материјале старих кривичних процеса, тужилац је пронашао доказе о гласинама да Арајс живи у Франкфурту под девојачким презименом своје жене. Овим сведочењима тада се није придавао никакав значај, али је Клем наредио полицији да спроведе истрагу. Арајс је брзо пронађен и ухапшен.
Прво је одбио да призна свој идентитет, али је већ у другом кругу испитивања признао. Оптужница је подигнута 10. маја 1976. године, а суђење је почело 7. јула исте године. За 199 судских седница под тежином доказа 21. децембра 1979. осуђен је на доживотни затвор. Пресуда је објављена 21. децембра 1979.
Последњих година затвора, Арајс је имао право да напусти затвор и посети своју девојку у Франкфурту. Вративши се још једном од ње, преминуо је 13. јануара 1988. од срчаног удара у затвору у граду Каселу.